# Afonso Furtado de Mendonça, 3.º Visconde de Barbacena
Afonso Furtado de Mendonça, nascido em Penamacor em 28 de novembro de 1690, foi o 3º visconde de Barbacena. Ignora-se a data da sua morte, segundo «Nobreza de Portugal», Tomo II, página 371.
General de batalha, sucedeu a toda a casa e honras do seu pai, a quem acompanhou na guerra, onde serviu distintamente. Foi o 7º Senhor da vila de Barbacena.
No tempo, porém, em que a vida lhe sorria, querido e estimado entre os militares, abandonou a carreira e dedicou-se ao claustro, professando na Ordem de São Bento a 13 de maio de 1713, sem nada dizer a pessoa alguma, excepto ao seu director na Ordem monástica, cujos ditames observou com toda a obediência. Procurando ainda mais austeridade, desejava ser missionário, e entrou no Convento do Varatojo, onde, parece, que passou o resto da existência.
Foi sucedido pelo irmão, 4º visconde de Barbacena, Luís Xavier Furtado de Mendonça, nascido em 1692, de quem se ignora também a data da morte.